# Карл Август I фон Алвенслебен
Карл Август I фон Алвенслебен (на немски: Carl August von Alvensleben; Karl August I. von Alvensleben; * 5 април 1661, Хале; † 23 юли 1697, Хелмщет) е благородник от род „фон Алвенслебен“, хановерски дворцов съветник в Брауншвайг-Люнебург на курфюрста на Хановер, домхер в Магдебург и частен учен.

## Биография
Той е най-малкият син на Гебхард XXV фон Алвенслебен (1619 – 1681), таен съветник в Магдебург и историк, и съпругата му Агнес фон Раутенберг (1616 – 1686). Брат му Йохан Фридрих II фон Алвенслебен (1657 – 1728), хановерски министър и пруски дипломат, се жени на 14 ноември 1686 г. в Еркслебен за Аделхайд Агнес фон дер Шуленбург (1664 – 1726), която е сестра на бъдещата му съпруга графиня Еренгард Мария фон дер Шуленбург.
Още като дете Карл Август владее пет чужди езика (гръцки, латински, френски, италиански, испански), само английски знае малко. На 16 години посещава университета в Лайпциг, но заради чумата трябва да прекъсне през 1680 г. От 1682 до 1684 г. той пътува през Испанска Нидерландия за Париж.
През 1685 г. херцог Ернст Аугуст фон Хановер (1629 – 1698) го прави дворцов юнкер. Като такъв той придружава принц Кристиан (1671 – 1703) и Ернст Август (1674 – 1728) от 1686 до 1689 г. в учебно пътуване във Франция и Италия. След завръщането му той става дворцов съветник и е използван за дипломатически мисии, между другото в Испания, където остава до 1691 г.
След завръщането му той се жени за Еренгард Мария фон дер Шуленбург, зълвата на брат му. През 1692 г. по здравословни причини той напуска дворцовата си служба и се оттегля в имението Нойгатерслебен, което получава след наследствената подялба с брат му.
През 1696 г. става домхер в катедралата в Магдебург и се мести там, но след една година умира на 23 юли 1697 г. на 36 години в Хелмщет и е погребан в дворцовата капела в Хундисбург. Останки от неговия епитаф се намират в тамошната църква „Св. Андреас“.
Карл Аугуст има множество научни интереси и използва за това библиотеката на баща му. От 1685 до ранната му смърт 1697 г. той е във връзка с Лайбниц, на когото помага в историческите му проучвания.

## Фамилия
Карл Август I фон Алвенслебен се жени за графиня Еренгард Мария фон дер Шуленбург (1664 – 1748), сестра на Аделхайд Агнес фон дер Шуленбург, дъщеря на Александер III фон дер Шуленбург (1616 – 1683) и първата му съпруга Аделхайд Агнес фон Алвенслебен (1636 – 1668), дъщеря на Гебхард XXIV фон Алвенслебен (1591 – 1667) и Берта София фон Залдерн († 1670). Те нямат деца:
Вдовицата му Еренгард Мария фон дер Шуленбург се омъжва втори път през 1704 г. за Фридрих Лудвиг фон Канщайн († 1708) и трети път през 1715 г. за Бусо фон Хаген († 1738).